# Пока (Западна Вирџинија)
Пока (енгл. Poca) град је у америчкој савезној држави Западна Вирџинија.

## Демографија
По попису из 2010. године број становника је 974, што је 39 (-3,8%) становника мање него 2000. године.
| Група             | 2000.       | 2010.       |
| Белци             | 982 (96,9%) | 957 (98,3%) |
| Афроамериканци    | 11 (1,1%)   | 5 (0,5%)    |
| Азијати           | 0 (0,0%)    | 2 (0,2%)    |
| Хиспаноамериканци | 5 (0,5%)    | 6 (0,6%)    |
| Укупно            | 1.013       | 974         |